# Fuerte

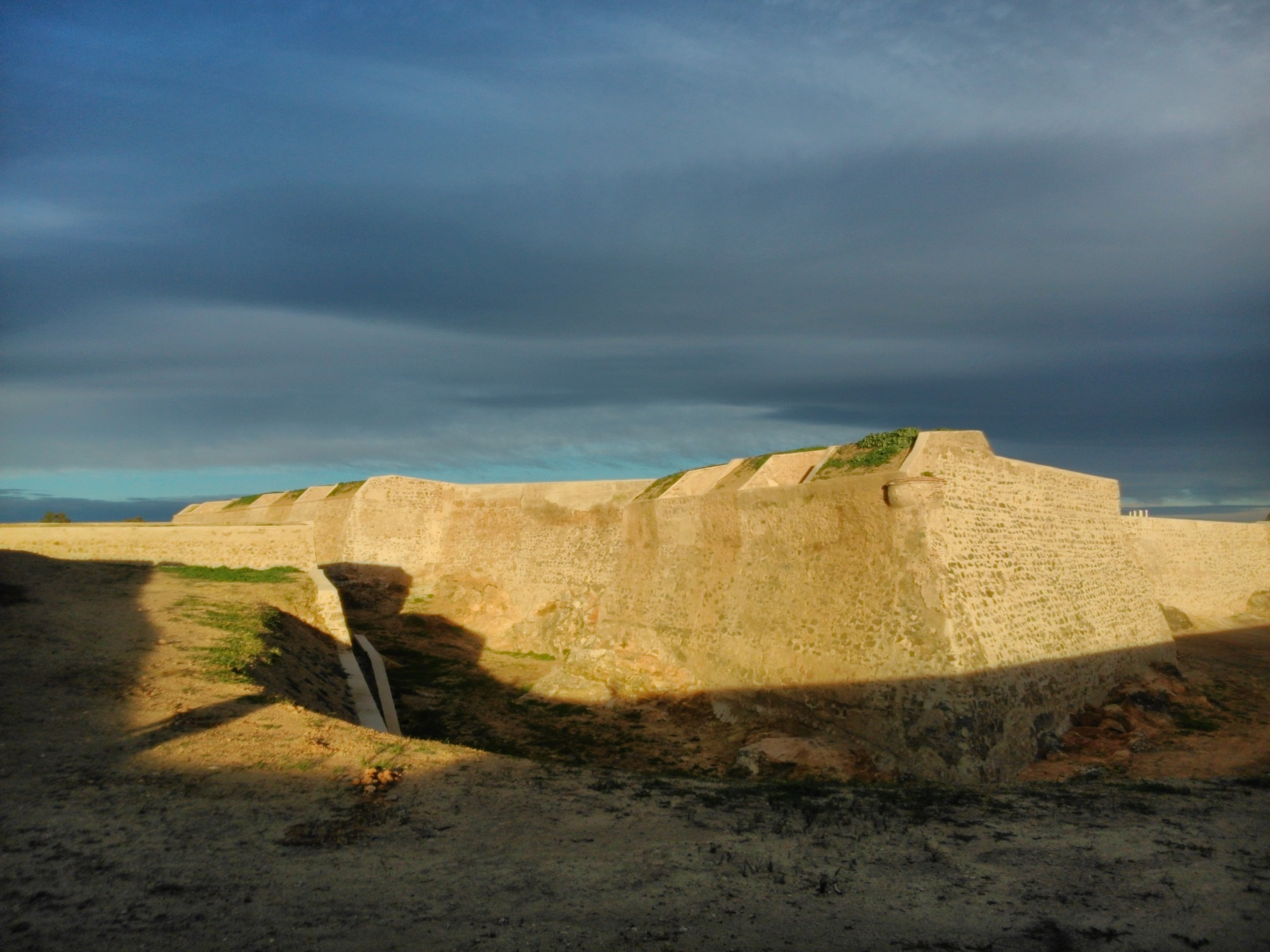
Fuerte de San Cristóbal, en Badajoz.

Fuerte es toda obra pequeña de fortificación, permanente o pasajera, que defiende un paso o constituye parte de un sistema. Según su traza, objeto, disposición o capacidad, el fuerte es abaluartado, aislado, abierto, avanzado, cerrado, de estrella, destacado, independiente, etc.

## Etimología
Como adjetivo, se aplica a lo que tiene fuerza y resistencia, a lo robusto. Como sustantivo, es nombre genérico de toda obra pequeña de fortificación, sea permanente o pasajera, pero singularmente de esta última, que defiende un paso o constituye parte de un sistema.

## Descripción
Dentro de la ingeniería militar, los fuertes son una tipología defensiva específica. Su idea táctica principal es establecer una «cortina defensiva» conocido en la nomenclatura como «sistema de Fuertes». En ellos se acuartelan las guarniciones militares encargadas de la protección y vigilancia.